# Taphrina lutescens
Taphrina lutescens (лат.) — вид грибов рода тафрина (Taphrina) отдела аскомицеты (Ascomycota), паразит папоротников из семейства Телиптерисовые (Thelypteridaceae). Вызывает пятнистость листочков вай.

## Описание
Пятна на растении диаметром до 3 мм, бледно-жёлтые. Утолщения в местах поражения отсутствуют.
Мицелий межклеточный.
Сумчатый слой («гимений») на нижней стороне в середине пятен.
Аски размерами 25—75×5—11 мкм, булавовидные, с закруглённой верхушкой. Базальные клетки (см. в статье Тафрина) отсутствуют.
Аскоспоры эллипсоидальные, 3—6×2—4 мкм, быстро почкуются, образуя эллипсоидальные бластоспоры размерами 1,5—3×1,5—2 мкм.
Типовой хозяин — Thelypteris palustris, гриб поражает также другие виды папоротников Телиптерис (Thelypteris).
Taphrina lutescens встречается в Центральной и Восточной Европе и в Северной Америке. В России известен в Новгородской и Пермской областях.